# Pas-de-Calais
Pas-de-Calais ( fransk udtale ?) er et fransk departement i regionen Nord-Pas-de-Calais. Hovedbyen er Arras, og departementet har 1.441.568 indbyggere (1999).
Der er 7 arrondissementer, 39 kantoner og 891 kommuner i Pas-de-Calais.
50°57′N 1°51′Ø / 50.95°N 1.85°Ø